# Théodore Caruel
Théodore Caruel (1830 — 1898), foi um botânico italiano de origem francesa. Trabalhou em Milão, Pisa e, principalmente, em Florença.